# Jean Martin (médecin)
Pour les articles homonymes, voir Jean Martin et Martin.
Jean Martin, né le 18 novembre 1940, est un médecin suisse, ancien médecin cantonal vaudois (1986-2003). Il est connu pour ses prises de positions publiques, notamment en faveur de la santé publique.

## Biographie

### Débuts
Jean Martin naît le 18 novembre 1940.
Le père de Jean Martin, vigneron propriétaire du domaine des Abbesses à Échandens, fut aussi syndic de ce village entre 1944 et 1976, soit durant plus de trente ans. Il donnait ainsi l'exemple d'un fort attachement au bien commun. Adolescent, Jean Martin a été en outre marqué par le scoutisme et par son engagement dans une association de Jeunes Protestants. Dans le cadre de ses études de médecine à l'Université de Lausanne (diplôme en 1965, diplôme de médecine tropicale de l'Institut tropical suisse de Bâle, en 1967, doctorat en 1969), il s’est rapidement orienté vers la médecine publique et le traitement des problématiques sociales, éthiques, morales et économiques.

### Carrière médicale
En début de carrière, Jean Martin accumule les expériences dans divers pays : au Pérou dans l'hôpital de brousse de Pucallpa (1968-1970), en qualité de directeur médical par intérim de l’Hospital Amazonico ; à la Faculté de santé publique de l'Université de Caroline du Nord à Chapel Hill, en Caroline du Nord (1971), où il mène des études de santé publique couronnées d'un Master of Science in Public Health ; en Inde, à New Delhi (1972-1973), comme médecin de l'OMS au Bureau régional de l'OMS pour l'Asie du Sud-Est ; et finalement en Afrique tropicale, au Centre universitaire des sciences de la santé à Yaoundé au Cameroun (1974-1976), comme directeur local d'un projet de formation en santé publique de l'Université de Caroline du Nord à Chapel Hill.
De retour en Suisse, il entre en 1976 au Service de la santé publique du canton de Vaud, d'abord en qualité de médecin cantonal adjoint, puis de médecin cantonal vaudois (1986-2003). Sa carrière est marquée notamment par la bataille contre le SIDA. Une autre étape importante a été sa participation, comme membre de la délégation suisse, à la Conférence d'Alma Ata, en 1978. Il a y contribué au développement du concept de « Soins de santé primaires », une charte définissant les soins élémentaires de base auxquels tout citoyen du monde devrait avoir accès, indépendamment de sa situation socio-économique et du pays où il vit. Parallèlement, il est privat-docent à la Faculté de médecine de l'Université de Lausanne dès septembre 1987, donnant un cours sur le thème « Problèmes de santé publique et implications éthiques ».

### Parcours politique et associatif
En politique, Jean Martin, radical de gauche, dénonce les excès du néolibéralisme en s'engageant à l’échelon communal et cantonal. Membre du Conseil communal d’Échandens depuis 1978, il préside cette assemblée en 1988-1989 ; il participe aux travaux de l'Assemblée constituante vaudoise (1999-2002), puis est député du Parti radical-démocratique au Grand Conseil du Canton de Vaud (2002-2007).
Dès 1999, il est membre correspondant de l'Académie des sciences et lettres de Montpellier. Engagé dans les problématiques liées au développement, il siège durant dix-sept ans au comité de Swissaid, a soutenu activement l’association Helvetas et a été nommé par le Conseil fédéral, en 2001, au sein de la Commission nationale d'éthique pour la médecine humaine. Il a présidé, entre 2004 et 2013, la section vaudoise de la Ligue internationale contre le racisme et l'antisémitisme (LICRA-Vaud).
Enfin, sur le plan médiatique, Jean Martin a publié plus de 600 articles, tout particulièrement dans le Bulletin des médecins suisses, avec un intérêt marqué pour des sujets de santé publique, de développement, de médecine sociale et préventive. Ainsi, il s'est exprimé sur la question du suicide assisté, d'allaitement maternel, d'éthique,, de bioéthique. Il s'est aussi imposé comme un habitué de la rubrique « Opinion » du quotidien 24 heures, sans compter de nombreuses autres publications (dont la Revue médicale suisse).
Jean Martin a fait en 2023 l'objet d'un portrait filmé dans la série Plans Fixes, où ce chrétien engagé et humaniste soucieux du bien commun évoque ses prises de position pour la santé publique et son combat à l’apparition du Sida. Ce film est complété d'un "bonus" sur le thème de la santé publique.
Il appartient à, et préside, de nombreuses associations:
- Vice-Président de la Société suisse pour la politique de la santé (1980-2006) ; membre d’honneur en 2007.
- Comité de la Société suisse de santé publique jusqu'en 2002, puis membre d’honneur.
- Membre d’honneur d’ARTANES (Association romande et tessinoise des éducatrices/teurs, formatrices/teurs en santé sexuelle et reproductive).
- Membre correspondant de l'Académie des sciences et lettres de Montpellier (dès 1998)[10].
- Comité de Curaviva, Association faîtière des homes et institutions sociales suisses (2009–2018).
- Conseil de fondation de SWISSAID, organisation suisse de développement (1985-2017).
- Conseil de la Fondation du DOCIP (Centre de documentation, de recherche et d'information des peuples autochtones), Genève (depuis 1998).
- Comité de soutien de l’Observatoire suisse du droit d’asile et des étrangers (dès 2008).
- Conseil de la Fondation Malley-Prairie (accueillant des femmes battues et leurs enfants), Lausanne (dès 2003)[11].

### Famille
Jean Martin épouse en 1966 Laurence Monod, animatrice d'associations, notamment de « Grands-parents pour le climat » et tous deux sont parents d'Antoine Martin (1969-), économiste (qui exerce depuis 2016 les responsabilités de Senior Vice-President à la Federal Reserve Bank of New York et qui a été nommé en septembre 2023 par le Conseil fédéral à la direction générale de la Banque nationale suisse, où il prendra dès 2024 la tête de la division marchés monétaires), ainsi que d'Alexandre (1971-), ébéniste et David Martin (1979-), gestionnaire.

## Œuvres (principaux ouvrages)
- Jean Martin, Soins infirmiers de santé publique dans les cantons de Vaud et de Fribourg : méthode et résultats d'une étude d'activité en collaboration avec les services principaux de soins à domicile : Rapport final du projet PNR 8 « Soins ambulatoires », Lausanne, S.n, 1982.
- Jean Martin, Pour la santé publique, Lausanne, Editions Réalités Sociales, 1987.
- A. R. Omran, Jean Martin et B. Hamza (éd.), High Risk Mothers and Newborns - Detection, Management and Prevention/Mères et nouveau-nés à haut risque : Dépistage, prise en charge et prévention, Thoune, 1987.
- Jean Martin (dir.), Faire face au SIDA, Lausanne, Editions Favre, 1988.
- Jean Martin (réd. Édition langue française), Le SIDA en Suisse : L'épidémie, ses conséquences et les mesures prises, Berne, Office fédéral de la santé publique, 1989.
- E. Kessel, A. K. Awan, Jean Martin, R. Omran et D. Ullmann (Eds), Maternal and Child Care in Developing Countries : Assessment, Promotion, Implementation, Thoune, 1989.
- Jean Martin et L. Y. Maystre (dir.), Santé et pollution de l'air, Lausanne, Presses Polytechniques Romandes, 1989.
- Jean Martin (dir.), L'amour préservé : Les jeunes et le SIDA, Lausanne, ISPA-Presse, 1989.
- D. Hausser, C. Jeangros et Jean Martin, La consultation médicale : Etude de la pratique ambulatoire en Suisse romande, Genève, Editions Médecine & Hygiène, 1990.
- Jean Martin, Enjeux éthiques en santé publique, Genève, Editions Médecine & Hygiène, 1991.
- Jean Martin et L.-R. Kilcher  (dir.), L'expérience vaudoise des médiateurs scolaires, Lausanne, ISPA-Presse, 1992.
- A. Ruffiot et Jean Martin (dir.), Les familles face au sida, Paris, Dunod, 1995.
- B. Hoerni, J. Brugère et Jean Martin (et al.), Les cancers de A à Z : Histoire, science, médecine, société., Saint-Chéron/Paris, Alain Schrotter Editions, 1995.
- Jean Martin, Médecine pour la médecine ou médecine pour la santé, Lausanne, Editions Réalités sociales, 1996.
- Jean Martin et C. Schwab, L'actuel et le durable, Vevey, Editions de l'Aire, 1999.
- Jean Martin, Dialoguer pour soigner : Les pratiques et les droits., Genève, Editions Médecine & Hygiène, 2001.
- Jean Martin, Des racines pour avancer, Vevey, Ed. de l'Aire, 2005, 327 p.
- Jean Martin, Prendre soin : un médecin engagé dans le monde, Bâle, EMH Editions médicales suisses, 2014, 237 p. (ISBN 978-3-03754-077-0).
- Jean Martin, Des repères pour choisir, Lausanne, Socialinfo, 2017, 149 p.
- Jean Martin, Rétroprospectives. Idées pour un monde qui change, Echandens, Jean Martin, 2021, 76 p.

### Archives
- Fonds : Martin Jean.  Cote : PP 784 (Martin Jean). Chavannes-près-Renens : Archives cantonales vaudoises (présentation en ligne).
- Fonds : Ligue internationale contre le racisme et l'antisémitisme-Vaud (LICRA-VAUD) (1947-2013) [PP 923].  Cote : CH-000053-1 PP 923 (Ligue Internationale Contre le Racisme et l'Antisémitisme-Vaud (LICRA-VAUD)). Archives cantonales vaudoises (présentation en ligne).
- Jean Martin, médecin humaniste, RTS, Le grand entretien, 12 septembre 2014, 53 min. .

### Filmographie
- Jean Martin. Médecin de santé publique. "J'aime ce monde, il faut le changer" (interlocuteur Jacques Poget), Plans Fixes (2023)